# システムエグゼ
株式会社システムエグゼ（英称： System-EXE）は、東京都中央区に本社を置く、システム開発やパッケージソフトの開発・販売を行う会社。

## 概要
業務ソリューション（損保・生保、不動産、製造、医療、石油・化学、管理会計）・技術ソリューション（ITインフラ、データベース、ビジネスインテリジェンス、クラウド/IoT）・自社製品（製品覧参照）・グローバルソリューションを展開。
創業者は佐藤勝康、現在の社長は大場康次。

## 製品・サービス

### 製品

#### データベースユーティリティーシリーズ
- テストエース
  - テストデータを生成するソフトウェア
- SSDB監査
  - データベースの操作ログを取得するデータベース監査ソフト

#### EXEX（エグゼクス）シリーズ
- EXEX少額短期保険
  - 少額短期保険事業者向けのERPパッケージ
- EXEX生産管理
  - 海外工場向けの生産管理ソフトウェア

#### テレワーク支援ツール
- AppRemo（アップリモ）
  - ワークフローシステム

### サービス
- クラウド関連シリーズ
  - クラウドワープ・クラウドワープ for AWS・サーバーコーチくん・VBase（ブイベース）
- ベトナムオフショアサービス
  - システムエグゼベトナム（SYSTEMEXE VIETNAM COMPANY LIMITED）を利用した海外オフショア開発サービス
- マルチデータベースソリューション
  - データベースの現行診断から運用提案、高可用性環境の構築やパフォーマンスチューニングなどの作業、導入後の運用監視や障害対応するサービス
- Oracle To SQL Server移行支援サービス
  - Oracle Database環境をSQLServer環境に移行するサービス

## 沿革
- 1998年2月 - 株式会社システムエグゼ設立
- 2005年4月 - 東京都府中市寿町に府中オフィスを開設
- 2005年7月 - 千葉市中央区弁天に千葉オフィスを開設
- 2006年4月
  - 本社を中央区新川に移転
  - 名古屋市中村区名駅に名古屋オフィスを開設
- 2006年5月 - プライバシーマーク認証取得
- 2007年4月
  - ソフトウェアプロダクトの販売専門会社、株式会社エグゼソリューションズ設立（2020年3月に株式会社システムエグゼに吸収合併）
  - ISO/IEC27001:2005認証取得（府中オフィス）

- 2008年1月 - エコステージ１の認証取得
- 2010年3月 - 経済産業省システムインテグレータ登録制度の認定SI企業として情報サービス企業台帳に登録
- 2010年10月
  - 千代田区神田錦町に神田竹橋オフィスを開設
  - ベトナム Ho Chi Minh市に現地法人 SYSTEMEXE VIETNAM CO.,LTD設立
- 2011年1月 - ISO9001:2008認証取得（千葉オフィス）
- 2013年7月 - 大阪市中央区南久宝寺町に関西オフィスを開設
- 2013年10月 - 本社、第2本社、神田竹橋オフィスを統合し、本社として中央区八重洲に移転
- 2013年11月 - 長野県松本市中央に長野オフィスを開設
- 2014年1月 - タイ Sriracha郡に現地法人 SystemEXE（Thailand）Co., Ltd.設立（2023年6月に解散および清算手続き完了）
- 2014年8月 - 千葉県市原市姉崎に姉崎オフィスを開設
- 2016年1月 - 代表者変更（代表取締役社長 酒井博文、会長 佐藤勝康）
- 2016年12月
  - 大阪市北区中之島に関西オフィスを移転
  - 名古屋市中区錦に名古屋オフィスを移転
  - ミャンマーに現地法人 SystemEXE（Myanmar）Co., Ltd.設立（2024年1月に解散および清算手続き完了）
- 2017年4月 - 東京都中央区八丁堀に京橋オフィスを開設
- 2019年3月 - 代表者変更（代表取締役社長 大場康次）
- 2019年12月 - 神奈川県横浜市神奈川区金港に横浜オフィスを開設
- 2021年1月 - ウイングアーク１ｓｔ株式会社と資本・業務提携を締結
- 2021年4月 - ISO/IEC 27001:2013認証取得（千葉オフィス）
- 2022年4月 - 本社を東京都中央区日本橋室町に移転
- 2023年7月 - 横浜オフィスを神奈川県横浜市西区みなとみらいに移転

## 資本金推移
- 1998年2月 - 資本金1,000万円
- 2001年2月 - 資本金1,500万円に増資
- 2002年3月 - 資本金2,650万円に増資
- 2003年5月 - 資本金3,500万円に増資
- 2004年3月 - 資本金5,000万円に増資
- 2005年12月 - 資本金8,800万円に増資
- 2006年12月 - 資本金1億円に増資
- 2008年8月 - 資本金1億9,000万円に増資
- 2010年12月 - 資本金2億3,000万円に増資
- 2012年6月 - 資本金4億7,500万円に増資

## 国内拠点
- 本社 〒103-0022 東京都中央区日本橋室町3-4-4 OVOL日本橋ビル7階
- 京橋オフィス 〒104-0032 東京都中央区八丁堀4-3-3 ヒューリック新京橋ビル8階
- 府中オフィス 〒183-0056 東京都府中市寿町1-1-3 三ツ木寿町ビル6階
- 千葉オフィス 〒260-0045 千葉県千葉市中央区弁天1-5-1 オーパスビルディング9階
- 横浜オフィス 〒220-0012 神奈川県横浜市西区みなとみらい3-7-1 オーシャンゲートみなとみらい8階（WeWork内）
- 長野オフィス 〒390-0811 長野県松本市中央2-1-27 松本本町第一生命ビルディング7階
- 名古屋オフィス 〒460-0003 愛知県名古屋市中区錦2-20-8 東栄ビル 7階
- 関西オフィス 〒530-0005 大阪府大阪市北区中之島3-3-3 中之島三井ビルディング 20階 2006号室